# Bikram Yoga
Bikram Yoga è una tipologia di yoga moderno svolto in ambienti caldi che Bikram Choudhury creò dalle tradizionali tecniche di hatha yoga. È diventato popolare all'inizio degli anni '70. Tutti i corsi Bikram Yoga per principianti durano 90 minuti e consistono nella ripetizione di 26 posture, tra cui due esercizi di respirazione.
Bikram Yoga è uno stile di hot yoga, ed è idealmente praticato in una stanza riscaldata a 35–42 °C (95–108 °F) con un'umidità del 40%. Tutte le lezioni ufficiali di Bikram sono tenute da insegnanti certificati Bikram, che hanno completato nove settimane di formazione approvate da Choudhury. Ai maestri certificati Bikram viene insegnato un dialogo standardizzato per condurre la classe, ma sono incoraggiati a sviluppare le loro capacità di insegnamento man mano che fanno esperienza di insegnamento. Ciò si traduce in diverse lezioni e stili di insegnamento distinti.

## Storia
Bikram Choudhury è nato a Calcutta nel 1944. Ha iniziato a praticare yoga all'età di quattro anni. Ha dichiarato di praticare lo yoga per 4-6 ore al giorno. Asserisce che all'età di tredici anni ha vinto il Campionato Nazionale di Yoga India rimanendo imbattuto per i successivi tre anni e si è ritirato come l'indiscusso campione nazionale di Yoga All-India.
Choudhury in seguito ideò la sequenza di 26 posture del Bikram Yoga e fondò lo Yoga College of India. Ha anche scritto libri e canta.
Nel 2006 aveva 1.650 studi di yoga in tutto il mondo. Nel 2012 c'erano 330 studi negli Stati Uniti e 600 in tutto il mondo.

## Effetti sulla salute
Uno studio interventistico del Journal of Alternative & Complementary Medicine ha dimostrato che dopo aver praticato tre lezioni a settimana di Bikram Yoga per 8 settimane, i praticanti (per lo più anziani) avevano significativamente ridotto l'indice di insulino-resistenza.
Una rassegna del 2013 sugli eventi avversi correlati allo yoga comprendeva il Bikram Yoga. Di 76 eventi avversi precedentemente riportati, il Pranayama era lo stile yoga più comunemente citato (4 casi), seguito da "Hatha" (3 casi) e Bikram (3 casi). La postura più comune che ha portato a eventi avversi è stata la verticale (Sirsasana), che non è praticata nel Bikram Yoga. I tre case report che coinvolgono Bikram yoga includevano un caso di Rosacea, un episodio psicotico e un caso di iponatremia (bassi livelli di sale).

## Controversia

### Concorrenza
Una componente controverso del Bikram Yoga è il suo coinvolgimento nei Campionati Yoga Asana. Le competizioni di yoga si svolgono da oltre un secolo in India, dove ha origine lo yoga. La Federazione Sportiva Yoga (fondata dalla ex moglie di Bikram, Rajashree Choudhury ) che ha ospitato la nona edizione della Bishnu Charan Ghosh Cup nel giugno 2012, afferma che le competizioni yoga ispirano sia gli yogi che i principianti ad affinare le loro abilità. Un altro obiettivo della Federazione è trasformare Yoga Asana in uno sport olimpico riconosciuto.

### Rivendicazioni sul diritto d'autore su Bikram Yoga
Choudhury ha affermato che il Bikram Yoga è protetto da copyright e che non può essere insegnato o presentato da qualcuno senza autorizzazione. Choudhury ha iniziato a parlare di questo nel 2011 avviando una causa contro Yoga to the People, uno studio di yoga fondato da un ex studente di Choudhury e situato vicino a uno degli studi di Bikram Yoga di New York. Choudhury perse in primo grado in entrambi i casi e fece appello contro la decisione, ma alla fine la Corte di Appello respinse la sua rivendicazione sul diritto d'autore sulle posizioni yoga nel Bikram Yoga.
Come risultato di quella causa, l'Ufficio del copyright degli Stati Uniti ha emesso un chiarimento sul fatto che le posture yoga (asana) non potevano essere coperte da copyright secondo quanto sostenuto da Choudhury, e che Yoga to the People e altri potevano continuare a insegnare liberamente questi esercizi.

### Molestie sessuali
Nel maggio 2013 sono state presentate due cause legali che accusano Choudhury di stupro. In una delle cause, Jane Doe riferì di abusi sessuali, falso imprigionamento, discriminazione, molestie e altre violente in un'atmosfera da setta. In altre cause legali, Minakshi "Micki" Jafa-Bodden, responsabile degli affari legali e internazionali dalla primavera 2011 al 13 marzo 2013, affermà di essere stata "bruscamente e illegittimamente licenziata" dopo aver sostenuto di essere stata vittima e testimone della "grave, continua condotta pervasiva e offensiva" di Choudhury,  "sulle donne e altre minoranze". L'insegnante di Bikram Sarah Baughn e due donne senza nome hanno presentato accuse contro Choudhury per molestie sessuali, intimidazioni e stupri nel 2013. In un'intervista della CNN dell'aprile 2015 con Baughn e Bikram, Bikram ha parlato per la prima volta negando le accuse. Bikram ha continuato dicendo "non ho intenzione di fare sesso con nessuno dei miei studenti o delle donne. A volte gli studenti si suicidano. Molti dei miei studenti, si suicidano perché non faccio sesso con loro". Nell'aprile 2015, le accuse hanno sollevato domande più ampie nella comunità yoga, compreso un articolo del Washington Post "che chiedeva se fosse saggio mettere tanta fede in un guru". Il 25 ottobre 2016 HBO's Real Sports con Bryant Gumbel ha mandato in onda un'intervista con Choudhury e tre donne che lo hanno accusato di violenza.

## Le 26 asana (posture)
Quelle qui sotto sono le 26 posture del Bikram Yoga, coi nomi assegnati da questa scuola. I nomi sanscriti differiscono da quelli usati per le stesse posizioni o strettamente correlate in altre scuole di yoga. Vengono insegnate nella Beginning Bikram Yoga Class. La sequenza è insegnata da istruttori formati e certificati da Bikram Choudhury.
| #  | Sanscrito                                                         | Italiano                                                                  | Benefici dichiarati |
| -- | ----------------------------------------------------------------- | ------------------------------------------------------------------------- | --- |
| 1  | प्राणायाम Prāṇāyāma                                                   | Respirazione profonda in piedi (prolungamento del respiro illuminato)     | Può aiutare a prevenire problemi respiratori |
| 2  | अर्धचन्द्रासन with पादहस्तासन Ardhacandrāsana con Pādahastāsana          | Posa della mezza luna con la posizione delle mani ai piedi                | Rafforza il core e migliora la flessibilità della colonna vertebrale |
| 3  | उत्कटासन Utkaṭāsana.                                                | Posizione scomoda                                                         | Aiuta a tonificare e modellare le gambe |
| 4  | गरुडासन Garuḍāsana                                                  | Posizione dell'aquila                                                     | Apre le 14 articolazioni maggiori |
| 5  | दण्डायमन जानुशीर्षासन Daṇḍāyamana Jānuśīrṣāsana                          | Posizione in piedi testa verso il ginocchio                               | Migliora la flessibilità del nervo sciatico e può rafforzare i muscoli posteriori della coscia e altri muscoli delle gambe                                                                     |
| 6  | दण्डायमन धनुरासन Daṇḍāyamana Dhanurāsana                              | Posizione dell'arco                                                       | Aiuta a sviluppare l'equilibrio mentre rinforza le cosce e la parete addominale |
| 7  | तुलादण्डासन Tulādaṇḍāsana                                             | Posizione di equilibrio del bastone                                       | |
| 8  | दण्डायमन विभक्तपाद पश्चिमोत्तानासन Daṇḍāyamana Vibhaktapāda Paścimottānāsana | Posizione di stretching gambe aperte in piedi                             | Aiuta ad allungare e rafforzare il nervo sciatico e i tendini nelle gambe |
| 9  | त्रिकोणासन Trikoṇāsana                                                | Posizione del triangolo                                                   | Può aiutare ad alleviare il mal di schiena e la spina dorsale storte mentre migliora i muscoli                                                                                                 |
| 10 | दण्डायमन विभक्तपाद जानुशीर्षासन Daṇḍāyamana Vibhaktapāda Jānuśīrṣāsana      | Posizione di gambe separate in piedi al ginocchio                         | Può aiutare a rinforzare la parte inferiore del corpo |
| 11 | ताडासन Tāḍāsana                                                     | Posizione dell'albero                                                     | Aiuta a migliorare la postura, l'equilibrio e la flessibilità rafforzando i muscoli obliqui |
| 12 | पादाङ्गुष्ठासन Pādāṅguṣṭhāsana                                          | Posizione di equilibrio sulle dita dei piedi                              | Aiuta a rafforzare ginocchia, caviglie e piedi |
| 13 | शवासन Śavāsana                                                     | Posizione del cadavere                                                    | |
| 14 | पवनमुक्तासन Pavanamuktāsana                                          | Posizione di rimozione del vento                                          | Aiuta a rafforzare le braccia, l'addome e le cosce migliorando la flessibilità dell'anca |
| 15 | पादहस्तासन Pādahastāsana                                             | Situp                                                                     | Aiuta ad aumentare la flessibilità per allungare la colonna vertebrale |
| 16 | भुजङ्गासन Bhujaṅgāsana                                               | Posizione del cobra                                                       | Aiuta a rafforzare la colonna vertebrale e può alleviare il dolore da scoliosi, artrite e disturbi mestruali                                                                                   |
| 17 | शलभासन Śalabhāsana                                                 | Posizione della Locusta                                                   | Benefici simili alla posizione del cobra. Aiuta a rafforzare la colonna vertebrale e la parte superiore delle gambe                                                                            |
| 18 | पूर्णशलभासन Pūrṇaśalabhāsana                                         | Posizione della locusta completa                                          | Può alleviare il dolore da scoliosi e dai dischi intervertebrali spostati mentre rafforza la parte centrale della colonna e aumenta l'elasticità della gabbia toracica                         |
| 19 | धनुरासन Dhanurāsana                                                 | Posizione dell'arco                                                       | Aiuta ad aumentare la circolazione e la forza della colonna vertebrale mentre apre la gabbia toracica per espandere i polmoni                                                                  |
| 20 | सुप्तवज्रासन Suptavajrāsana                                           | Posizione del fulmine all'indietro                                        | Aiuta a migliorare la forza e la flessibilità della colonna vertebrale inferiore, ginocchia, fianchi e articolazioni della caviglia mentre aumenta la circolazione che può alleviare il dolore |
| 21 | अर्धकूर्मासन Ardhakūrmāsana                                           | Posizione della Mezza Tartaruga                                           | Allunga la parte inferiore dei polmoni mentre allevia la tensione del collo e delle spalle |
| 22 | उष्ट्रासन Uṣṭrāsana                                                  | Posizione del Cammello                                                    | Migliora la flessibilità della colonna vertebrale e del collo mentre allunga gli organi, la gola e gli addominali                                                                              |
| 23 | शसांगासना Śasāṁgāsanā                                                 | Posizione del coniglio                                                    | Aumenta l'elasticità della colonna vertebrale e dei muscoli della schiena e può alleviare la tensione vicino al collo e alle spalle                                                            |
| 24 | जानुशीर्षासन with पश्चिमोत्तानासन Jānuśīrṣāsana with Paścimottānāsana        | Posizione della testa al ginocchio e posizione di allungamento posteriore | |
| 25 | अर्धमत्स्येन्द्रासन Ardha Matsyendrāsana                                 | Posizione di torsione della colonna vertebrale                            | Aiuta a migliorare l'elasticità della colonna vertebrale e aumenta la circolazione nei nervi spinali mentre allevia il dolore lombare                                                          |
| 26 | कपालभाति Kapālabhāti                                                 | Soffiare in posizione ferma (letteralmente illuminazione del teschio)     | Rafforza gli organi addominali mentre aumenta l'elasticità dei polmoni |